# Історія села Старосілля (Черкаська область)
Основна стаття: Старосілля (Черкаська область)

## Перші відомості
Старосілля — поселення часів Київської Pyci, де залишки городища свідчать, що на території сучасного села люди жили ще в Х столітті, а археологічні знахідки доводять, що люди проживали тут значно раніше. Займаючи прикордонне положення, місцевість у числі перших зазнавала спустошливих нападів татаро-монгольських орд.
Наприкінці XIV століття, використовуючи послаблення Золотої орди, на землі вторглися литовські феодали. Село у 1494 році разом з іншими населеними пунктами було «пожалуване» черкаському наміснику Климу Олександровичу, а потім довгий час належало графам Моравським і польським магнатам Конецпольським. Через деякий час Старосілля перейшло до магната Любомирського.
Село також згадується на карті французького інженера Боплана. 
У другій половині XVIII століття за наказом Любомирського кріпаками Старосілля та інших навколишніх сіл від Крутої гори, що на окраїні села, до урочища Старобір'я, яке розташоване біля села Яснозір'я, через непрохідне болото було збудовано дерев'яний міст довжиною один кілометр. У народі цей міст називається Калиновий, оскільки біля нього росло багато калини.
Поневолювачі грабували село і намагалися силою привернути село до католицької віри. В селі побутує така легенда, що під час Коліївщини знатний польський воєвода, тікаючи від розгніваних селян Калиновим мостом, загубив у болоті золотий шолом, який досі не знайдений. З часів Коліївщини зберігся переказ, що в Старосіллі та Бубликовій горі був розташований сигнальний пост. При наближенні конфедератів, віха, виставлена на горі спостерігачем, хилилася на ліс, сповіщаючи небезпеку.

## Російська імперія
1793 року Старосілля у складі Правобережної України було приєднано до Росії. Разом з іншими населеними пунктами воно було передано князю Потьомкіну в обмін на мисливські угіддя. Після його смерті, величезні маєтки поділено між племінниками, і Старосілля відійшло до графині Енгельгардт — дружини гетьмана польських військ Савелія Браницького. Після смерті Браницького, його дружина вийшла заміж за графа Воронцова, який став власником Мошно-Городищенського маєтку, куди входило Старосілля. 
За інвентарем Городищенського ключа 1845 року панщина для кріпаків села становила 2—3 і більше днів на тиждень. Тяглові мали виходити на роботу з власною худобою. Денна норма здебільшого була настільки високою, що кріпак її виконував за півтора, а то й два дні. Молотник за день мав змолотити 60—90 снопів. Крім того, кріпаки відробляли щорічно 6 згінних та 12 шарваркових днів, вартували панський двір, несли гужову повинність, пряли для потреб фільварків, обробляли панські городи. Також селяни Старосілля змушені були давати пану щорічно з двору 1—2 курки, 10—20 яєць, платити 1 карбованець 80 копійок на податки та рекрутський збір. У селі проживало 1 600 осіб. Переважна більшість населення села жила з хліборобства. Частина займалася ремеслом, зокрема тут були кравці, чоботарі, чинбарі, кушніри тощо. Окремі жителі трудилися на невеличкому місцевому заводі, що виготовляв дерев'яні вироби.
Реформа 1861 року не поліпшила економічного становища селян Старосілля,
вони мали заплатити за землю 133,6 % її дійсної вартості. Це було відкрите пограбування селянських мас, які фактично разом із землею викупляли і свою волю. Але навіть цих обтяжливих умов викупного договору поміщиця не дотримувалась. Так, у 1897 році вона віддала в оренду місцевому куркулю право на вилов риби в старосільській частині Вільшанки, хоч за викупним договором річка була у спільному володінні поміщиці і селян.
У відповідь на грабіжницькі умови викупного договору селяни Старосілля 1862 року відмовилися підписати уставну грамоту. Вони вчинили рішучий опір властям. Їх не залякала поліція і навіть присутність у селі військових частин — роти Олексопольського піхотного полку та батальйону Кременчуцького піхотного полку. Разом із селянами сусідніх Байбузів старосільці наполягали на своєму, а потім направили до Києва із скаргою кількох своїх посланців, яких там заарештували.
Невдовзі відбувся новий виступ селян. Під час проведення в Мошногородищенському маєтку розмежування земель селяни 1868 року відмовилися визнати межові знаки. Про це було повідомлено міністру внутрішніх справ. У село спішно прибули війська.
Станом на середину 19 століття в селі мешкало 2 350 чоловік. Діяла церква Зачаття Предтечі і Хрестителя Господнього, побудована в 1825 році за сприяння князя Воронцова.
1866 року Старосілля стало волосним центром. До волості ввійшли також села Байбузи і Білозір'я. На кінець XIX століття у селі мешкало 4 311 чоловік, працювало 20 вітряків, 4 кузні. Майже всі вони належали заможним селянам. Розвивалася торгівля. Товарообіг двох старосільських ярмарків — Юр'вського (23 квітня) і Михайлівського (8 листопада) 1895 року досяг 10 тисяч карбованців. Крім щорічних ярмарків, у селі раз на два тижні збирався базар, річний товарообіг якого становив 5 тисяч карбованців. Місцеве населення торгувало збіжжям, дровами, сіном, салом, маслом, худобою тощо, а купувало взуття, мануфактуру, одяг, глиняний посуд, бакалійні вироби та інші товари, які довозилися в Старосілля.
Інтенсивно відбувалося соціальне розшарування селян. Більшість з них ледь зводила кінці з кінцями або зовсім розорялася. Селянська біднота залишала свої наділи і йшла на заробітки в південні губернії України, на шахти Донбасу. Окремі селянські господарства Старосілля. навпаки, збагачувалися настільки, що їх власники ставили вітряки, брали в оренду землю, право на виловлювання риби в річці тощо.
Найболючішим на початку ХХ століття залишалося питання про землю. 1912 року з 1074 господарств лише 9 мали до 8 десятин, а 851 — тільки до 3 десятин. 122 селянські двори були безземельними. На все село налічувалося 484 голови робочої худоби. Переважна більшість господарств або взагалі не мала чим обробляти землю, або не могла цього робити без супряги.
Брак робочої худоби, примітивний реманент і відсталі форми рільництва спричинювали низькі врожаї на селянських землях, значно нижчі, ніж на поміщицьких. Щоб прожити, селяни наймалися до багатіїв. За виснаснажливу працю в економії платили дуже мало. Чоловікам — за рік по 100 карбованців, жінкам по 65-70 карбованців. З цієї суми вираховувалося 50 карбованців за харчування. Заробіток на поденних роботах становив для чоловіків — 30-40 копійок, а іноді — 20-25 копійок.
Селяни жили затурканими, не мали можливості навчати своїх дітей. На початок XX століття в Старосіллі була лише невеличка церковнопарафіяльна школа, відкрита в 60-х роках XIX століття.
Злидні, безправ'я піднімали селян на боротьбу. Особливо активізувався селянський рух у 1905 році. Восени селяни Старосілля вимагали поділу поміщицької землі, відмовлялися виконувати польові роботи, поки з ними не розрахується економія. Вони не корилися місцевим властям, які змушені були викликати військову команду.
Перша світова війна ще більше погіршила становище селян. Працездатних чоловіків мобілізували на фронт. Урожаї різко зменшилися. Біднота не мала можливості сплачувати податки, її убоге майно поціновували і продавали, щоб погасити недоїмки.

## Українська революція
В середині лютого 1918 року в селі встановлено більшовицьку окупацію. Було створено волосний ревком. У березні 1918 року лояльні до більшовиків старосільці піднялися на збройну боротьбу проти Української Держави. Чимало їх разом із жителями сусідніх сіл влилося в партизанський загін ім. Т. Г. Шевченка, що весною-влітку 1918 року діяв у тамтешній місцевості. Ним керував селянин-бідняк Старосілля М. П. Ільченко. 
Після повторної окупації села більшовиками влада в Старосіллі в кінці лютого — на початку березня 1919 року перейшла до волосного ревкому. Відразу ж було вжито заходів для здійснення декретів українського радянського уряду. Зокрема, почали ділити між селянами поміщицькі і церковну землі. Спираючись на сільську бідноту, ревком забезпечував виконання продрозверстки. Її проведення викликало спротив заможних селян, які ховали зерно та конфліктували із селянами-прихильниками більшовицького режиму. 
Восени у село ввійшли денікінці, яких у лютому 1920 року витіснили окупаційні війська Червоної Армії, остаточно захопивши населений пункт.

## Радянська окупація

### Перші роки
Після окупації більшовиками в селі розгорнулося господарське і культурне будівництво. Розвитку господарства села сприяло впровадження нової економічної політики. У Старосіллі спостерігалося швидке піднесення сільського господарства, промисловості, торгівлі. Наприкінці 1921 року тут працювали 2 маслоробні, 14 млинів, 6 кузень та інші дрібні промислові підприємства, більшість яких у роки громадянської війни припинила виробництво. Майже всі вони перебували у приватній власності. Держава націоналізувала на перших порах лише один млин та колишнє лісництво поміщиці Балашової. Помітно збільшилось поголів'я худоби. На 1924 рік уже налічувалося 1,6 тисяч голів рогатої худоби, 700 свиней.
До обрання Старосільської сільської ради в квітні 1921 року влада в селі належала ревкому та створеному влітку 1920 року комітету незаможних селян. Дійову допомогу їм надавала сільська партійна організація, створена 23 квітня 1920 року, та комсомольська організація, заснована в липні того ж року.

Пам'яник 500 тисячному рухові

В 1929 році було створено колгосп імені Комінтерну. Площа його землі становила понад 1,7 тисяч га. Провідними культурами були зернові (озима пшениця, жито, ячмінь, гречка) та цукрові буряки. У вересні 1935 року ланки колгоспниць М. Гнатенко і М. Демченко зібрали з кожного гектара цукрових буряків відповідно по 511 і 523 центнери. Це поклало початок соціалістичному змаганню, відомому як рух п'ятисотинець. У листопаді того ж року М. Калінін у Москві вручив ланковим ордени Леніна, а колгосп імені Комінтерну отримав Державний акт на вічне користування землею. На честь п'ятисотинець в 1970-х роках в селі споруджено пам'ятник.
В березні 1932 року в Старосіллі створено промислову артіль «Своя праця», яка виготовляла сільськогосподарський реманент, віконні рами, двері.
В 1935 році в селі відкрито новий сільський клуб. Тут демонструвалися кінофільми, працювали гуртки художньої самодіяльності, зокрема відомий старосільський дівочий народний хор, працювала бібліотека. Працювала амбулаторія, аптека. У 1931 році відкрито семирічну школу, а в 1937 — середню.
Протягом 1935—1936 років село було електрифіковане та радіофіковане.

### Радянсько-німецька війна
9 серпня 1941 року в село ввійшли гітлерівці.
За період окупації в Старосіллі від рук нацистів загинуло 24 особи. Зокрема, вони кинули живим у колодязь запідозреного в зв'язках з партизанами семирічного сина колгоспника Трохима Кучеренка. 884 жителів села було вивезено на роботи до Німеччини. 
У лісах, що оточують село, з перших днів окупації розгорнув бойові операції проти гітлерівських окупантів радянський партизанський загін під командуванням Ф. Р. Савченка. 
Влітку 1943 року в Ірдинському лісі, що поблизу Старосілля, висадилися парашутисти-десантники Червоної Армії. До них приєдналися місцеві партизани. В лавах партизанського загону ім. Пожарського старосільці брали участь у сміливій бойовій операції, під час якої відбили великий табун худоби, який нацистські окупанти переганяли до своєї продовольчої бази.
Ударами 72-ї та 254-ї стрілецьких дивізій 52-ї армії СРСР 9 лютого 1944 року нацисти були вибиті із Старосілля силами СРСР, що повернули село під свій контроль. Першою вступила в село рота Героя Радянського Союзу О. М. Назарова, в складі якої був старосілець С. С. Шевченко.
Близько 700 жителів села воювали на боці СРСР на фронтах Німецько-радянської війни. Радянський уряд нагородив орденами і медалями за мужність і відвагу понад 600 чоловік. Війна завдала селу великих збитків. Було зруйновано майже всі господарські приміщення, знищено або пошкоджено сільськогосподарську техніку. Пограбовано школу, спалено сільську бібліотеку. Великої шкоди було завдано господарствам колгоспників: спалено 815 житлових будинків, забрано або знищено багато худоби. Великі були й людські втрати: 343 жителі загинули в боях на боці СРСР. На їх честь встановлено обеліск Слави.

### Повоєнні роки
Зразу ж після реокупації СРСР жителі села приступили до ліквідації тяжких наслідків війни. Довелося переборювати великі труднощі. Гостро відчувався нестаток робочої худоби: на все село в 1944 році залишилося 143 коня. Не вистачало посівного матеріалу. На заново створеній колгоспній тваринницькій фермі була лише одна корова та 2 свині.
Але вже за період 1946—1949 років житловий фонд села досяг довоєнного рівня — було споруджено 970 будинків.
У 1950 році колгосп був учасником Всесоюзної сільськогосподарської виставки, а в 1953 році 75 колгоспників за високі показники у виробництві відзначені урядовими нагородами, а голова колгоспу — К. Н. Яценко та агроном І. Г. Савченко нагороджені орденами Леніна. За високі показники в землеробстві і тваринництві колгоспу присвоєно звання «Колгосп високої культури землеробства».
1970 року в Старосіллі було 30 тракторів, 15 комбайнів. Тут працювало 2 агрономи, 4 зоотехніки, 54 механізатори.
Станом на 1972 рік в селі мешкало 3,9 тисяч чоловік. Працювали амбулаторія, лікарня на 20 ліжок, а при ній лабораторія, фізичний, стоматологічний та педіатричний кабінети; пологовий будинок, аптечний кіоск. Медичний персонал складався з трох лікарів та 14 фельдшерів та акушерів.